# Región de Mandalay
La región de Mandalay (en birmano: မန္တလေးတိုင်းဒေသကြီး, pronunciado /máɴdəlé táiɴ dèθa̰ dʑí/), anteriormente división de Mandalay, es una región de Myanmar. Está localizada en el centro del país, limita con las regiones de Sagaing y la Magway al oeste, el estado de Shan al este y la región de Bago y el estado de Kayin al sur. La capital regional es Mandalay y al sur de la región se encuentra la capital nacional de Naipyidó. Está dividida en siete distritos, que se subdividen en 30 municipios y 2,320 barrios y aldeas. La región de Mandalay es importante en la economía de Birmania, ya que representa el 15% de la economía nacional.

## Divisiones administrativas
La región de Mandalay consta de 31 municipios organizados en siete distritos.
- Distrito de Kyaukse
- Distrito de Mandalay
- Distrito de Meiktila
- Distrito de Myingyan
- Distrito de Nyaung-U
- Distrito de Pyin Oo Lwin
- Distrito de Yamethin

## Economía
La agricultura es la principal fuente económica de sustento. Los cultivos primarios que se cultivan en la región de Mandalay son arroz, trigo, maíz, maní, sésamo, algodón, legumbres, tabaco, chile y verduras. También existen las industrias, incluidas cervecerías alcohólicas, fábricas textiles, ingenios azucareros y minas de gemas. Actualmente, el turismo constituye una parte sustancial de la economía de la región, ya que contiene muchos sitios históricos, como Mandalay, Amarapura, Bagan, Pyin U Lwin, , monte Popa y Ava. Las maderas duras como la teca y thanaka también se cosechan.

## Demografía
La mayoría de la población en la región de Mandalay son bamar (birmanos). Sin embargo, en el área metropolitana de Mandalay, una gran comunidad de chinos, la mayoría de los cuales son inmigrantes recientes de Yunnan, en la actualidad casi rivalizan con la población de bamar. Una gran comunidad de indios también reside en Mandalay. Todavía existe una comunidad cada vez menor de anglo-birmanos en Pyin U Lwin y Mandalay. Varios grupos del pueblo shan viven a lo largo de la frontera oriental de la región.
El birmano es el idioma principal de la región. Sin embargo, el chino mandarín se habla cada vez más en Mandalay y la ciudad minera de gemas del norte de Mogok.